# Jadu

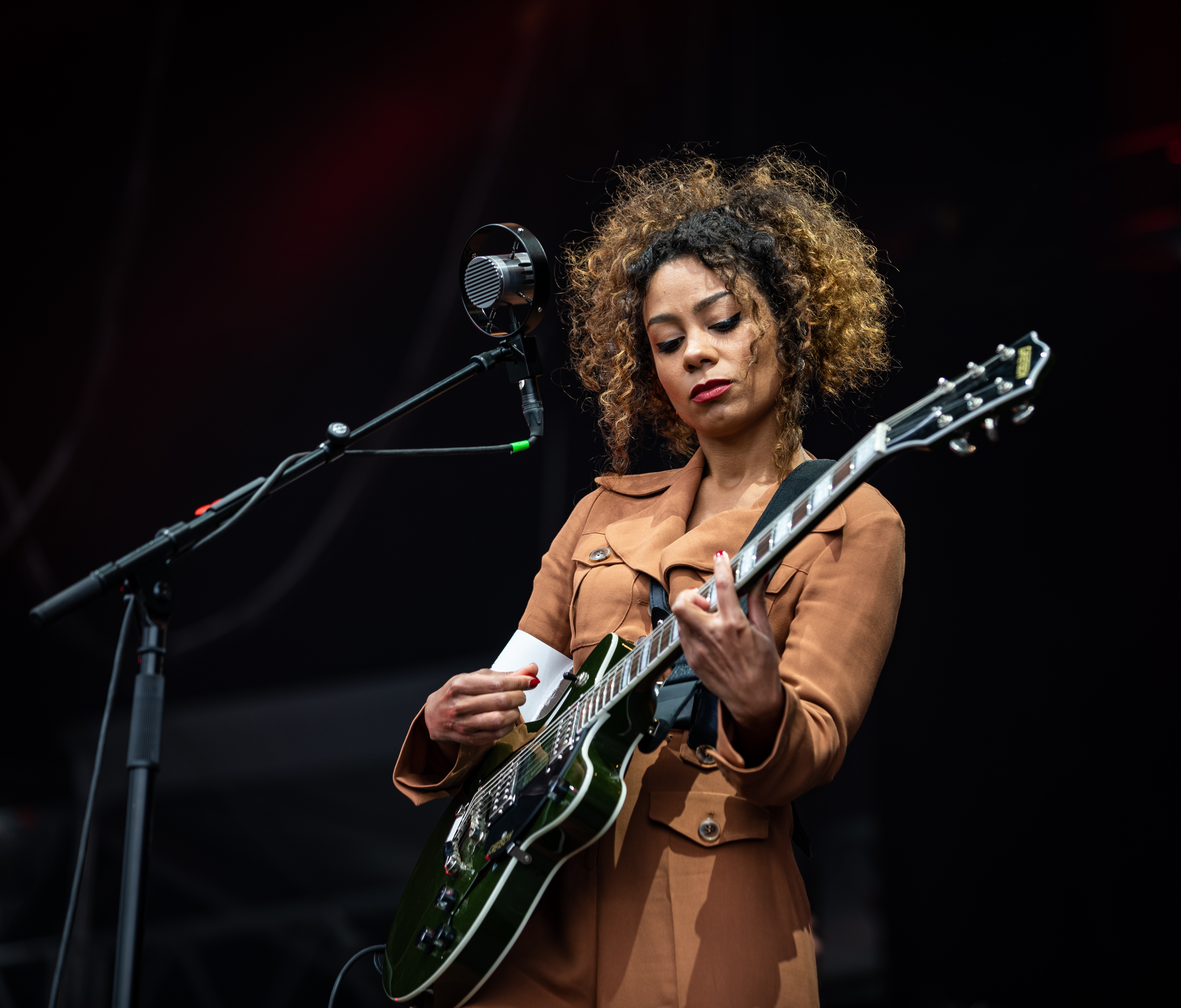
Jadu på Rock am Ring 2019

Jadu (fullständigt namn Jadula Laciny, födelsenamn Jadula Freydank) är en tysk sångerska, musiker och låtskrivare bosatt i Berlin.

## Biografi
Jadu föddes 26 augusti 1988 i Bissendorf och växte upp i Bad Essen. 2007 flyttade hon till Osnabrück och 2013 träffade hon Marten Laciny, bättre känd som rapparen Marteria (med alter egot Marsimoto), som hon har varit gift med sedan 2015.
Jadu är sångerska, trummis och gitarrist. 2013 turnerade hon som rapparen Chefkets gitarrist, med uppträdanden på bl.a. Splash Festival.  2017 skrev hon titelspåret till Die Toten Hosens album Laune der Natur, tillsammans med sin man och med Die Toten Hosens sångare Campino.
2019 släppte hon albumet Nachricht vom Feind som fick stor uppmärksamhet för sin starka symbolik. Hon beskriver själv sin stil som "Military Dream Pop" och media jämför henne med Rammstein på grund av symboliken. Musikaliskt innehåller debutalbumet element från såväl pop som Neue Deutsche Härte och klassisk musik. Texterna som är på tyska är provokativa med militärt språkbruk och anspelningar på BDSM. Låtarna har kärlek med olika, mycket mörka aspekter som tema. Till exempel beskriver en av hennes låtar förhållandet mellan Eva Braun och Adolf Hitler.
År 2020 var hon förband på Lindemanns Europaturné och spelade bl.a. i Stockholm.

## Diskografi
Album
- 2019: Nachricht vom Feind (Album, Deserteur/Groove Attack)

Singlar
- 2017: Treibjagd (Staatsakt / Caroline / Universal Music)
- 2018: Uniform (Deserteur)
- 2019: Todesstreifen (Deserteur)
- 2019: Friedliche Armee (feat. Nessi; Deserteur)
- 2019: Der Feind/Frühling in Schwerin/Die Erlösung (Jadu & das Metropolis Orchester Berlin) (Deserteur)
- 2020: Auf drei

Gästartist/Låtskrivare
- 2015: Illegalize It och Usain Bolt (gitarr) på Ring der Nebelungen av Marsimoto
- 2017: El Presidente (text) och Blue Marlin (körsång) på Roswell av Marteria
- 2017: Laune der Natur (låtskrivare) på Laune der Natur av Die Toten Hosen